# 京葉臨海鐵道
京叶临海铁道株式会社（日语：／ Keiyōrinkai tetsudō */?）是由日本货运铁道、千叶县等出資設立的臨海铁道公司，在千叶县经营货运铁路。总公司位于千叶县中央区新町。
京叶临海铁道成立于1962年，是日本第一家由日本国铁、铁路沿线地方政府、沿线服務公司共同出資設立的臨海铁道公司。京叶临海铁道目前处理千叶县的所有铁路货运。主要处理的業務是石油和貨櫃運輸。

## 历史
- 1962年11月20日 - 公司成立[3] 。
- 1963年9月16日 - 京葉臨海鐵道臨海本線开通[3] [4] 。
- 1975年5月10日-食品北线、食品南线 开通。[4][5]
- 1978年3月 - 开始航空燃油运输（临时运输），提供尚未鋪設輸油管道的新东京国际机场（现成田国际机场）所需航空燃油。[6] 航空燃料临时运输路线草案

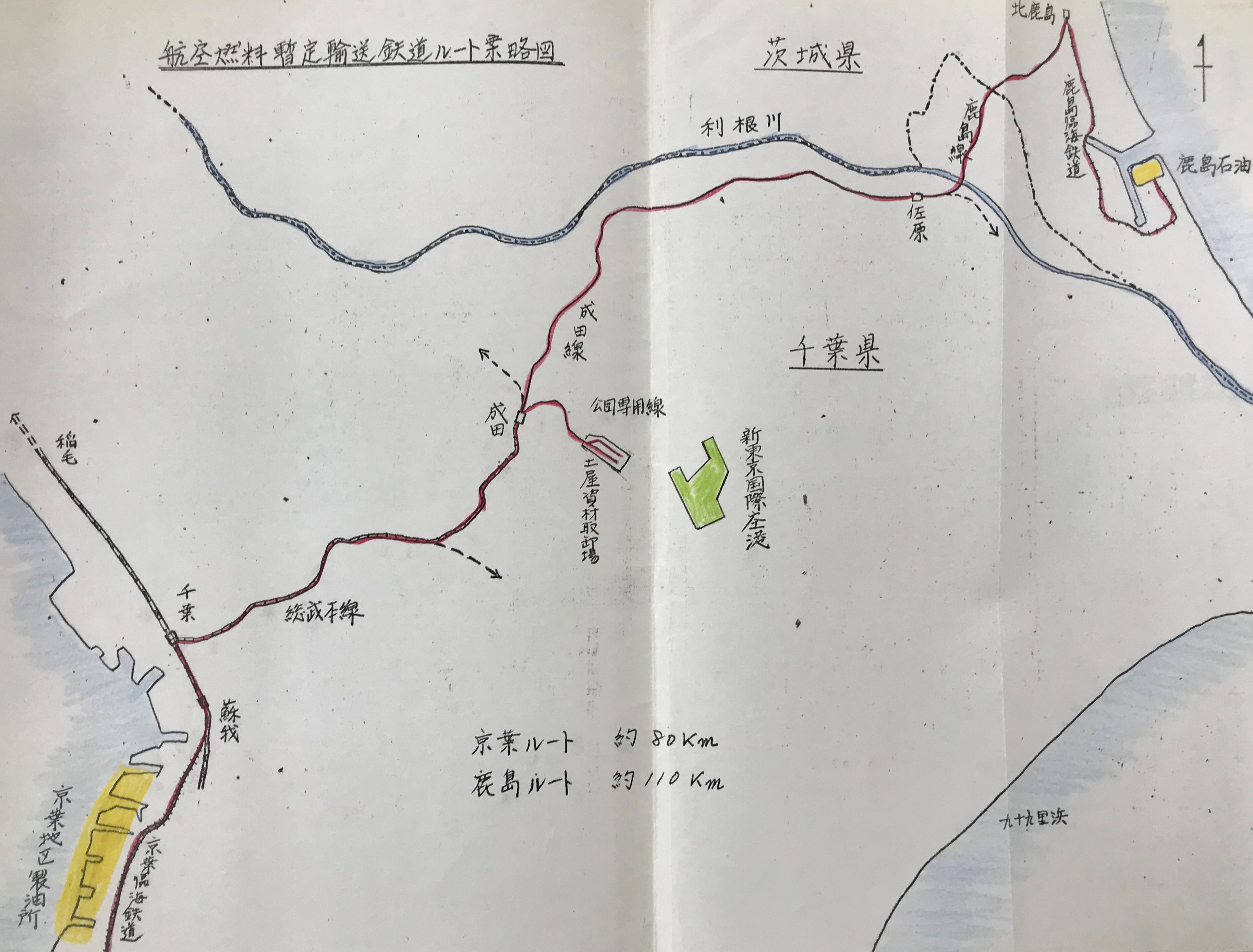
航空燃料临时运输路线草案

- 1994年1月 20 日- 食品北线和食品南线被废除。[4]

## 路线

### 現有路線
- 临海本线
  - 苏我站 - 北袖站（日语：北袖駅）间19.9公里
  - 市原分岐點 - 京葉市原站（日语：京葉市原駅）间1.6公里
  - 北袖分岐點 - 京葉久保田站（日语：京葉久保田駅）间2.3公里

### 廢止路線
- 食品北线（1994年关闭）
  - 千葉貨運站 - 食品北站间1.2公里
- 食品南线（1994年关闭）
  - 千叶货运站 - 食品南站间1.3公里

## 车辆

### 现有车辆
截至2017年3月31日，京葉臨海鐵道共有7辆内燃机车 。分為KD55與KD60兩個類型。列車的一般检查由公司自行進行进行。

#### KD55型（101-103、201）
- KD55101：原KD5510機，1991年更新发动机後變更編號。
- KD55102：1992年新潟鐵工所制造的车辆，該車首次使用藍色塗裝，成為後續京葉臨海鐵道車輛塗裝顏色。
- KD55103：原KD5513機，1992年更新发动机後變更編號。
- KD55201 ：1995年新潟鐵工所制造的车辆。由于准备了无线电控制设备，并安装了空调，因此将其分类为200番台。

#### KD60型（1-4号）
- KD601：2001年日本汽车制造
- KD602：2002年日本汽车制造
- KD603：2004年日本汽车制造
- KD604：2008年日本汽车制造

KD60型以日本國鐵DD13型柴油機車基础，通过将发动机小型化，扩大驾驶室视野 。

### 拟引进车辆
DD200型
作为KD55型的替代車輛，JR貨物引入的DD200型也在京叶临海铁道引入。2021年6月交付，並公布昵称“RED MARINE”。

### 过去车辆
KD501
1989年接收自三井蘆別鐵道的DD503车辆。具有两排垂直前照灯，為用于大雪区域車輛的特徵，于2000年废車。
KD55105
原 KD5515機，1994年更新发动机後變更編號。KD55105于2012年转移給仙台臨海鐵道，之后于2021年3月下旬报废。

## 委託業務
JR貨物委託京葉臨海鐵道进行以下业务。
- 新小岩信号場、越中島貨運站、金町站、蘇我站站內调车
- 货车車輛检查
- JR货运千叶機關區机车的场内调车